# Великий трек

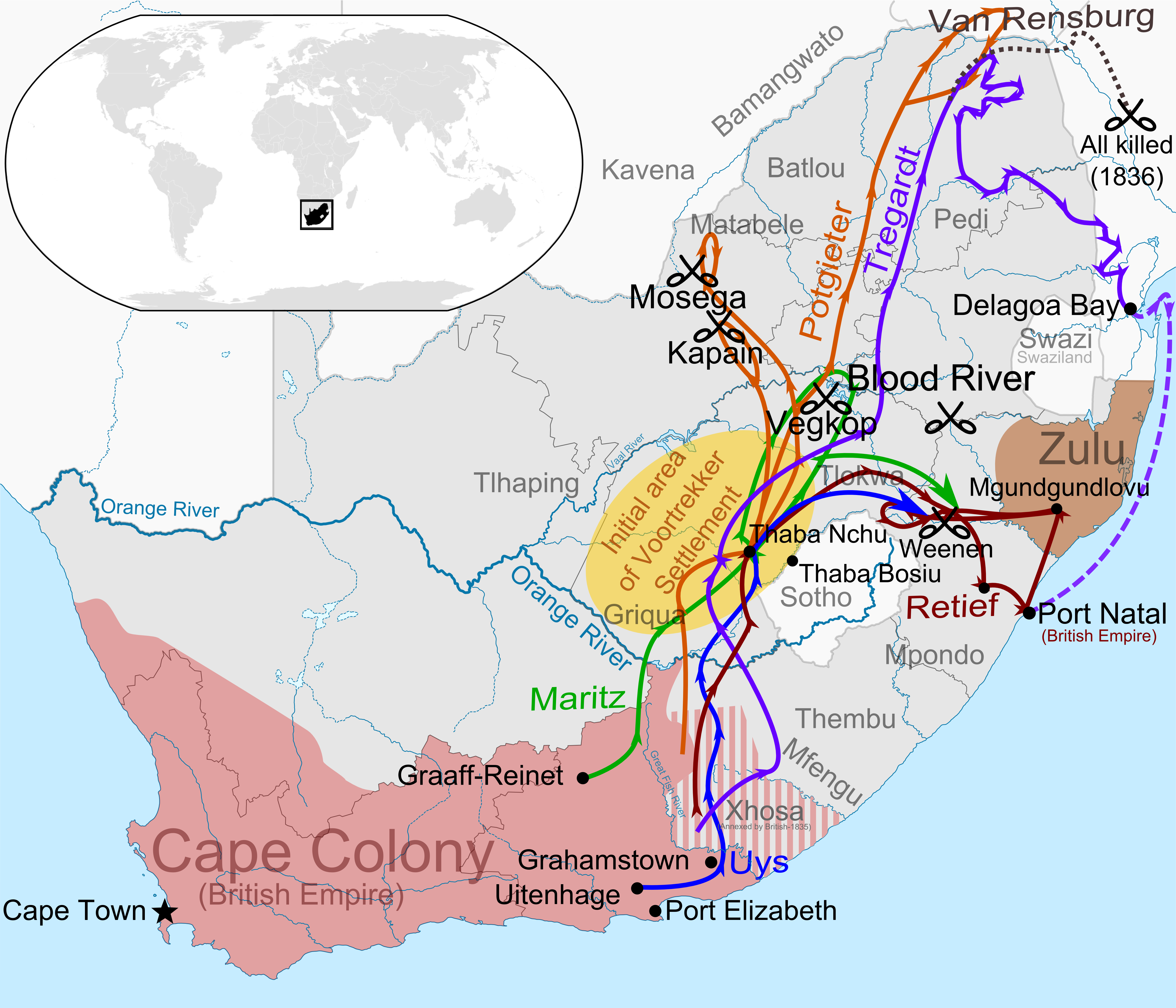
Карта з маршрутами найбільших трекінгових груп під час першої хвилі Великого треку (1835-1840) разом із ключовими битвами та подіями. Жовта область, яка вказує на початкову територію колонії, простягається далеко на південь — на південь від Таба-Нчу, і те, що стане Блумфонтейном, було територією, колонізованою Грікуа та Трекбурами.
Шлях Луї Трегардта (з 1833 по 1838)
Евакуйовані по морю учасники групи Трехарда, 1839
Маршрут Ван Ренсбурга після того, як він відділився від Трегардта
Походи, кампанії та розвідувальні маршрути Хендріка Потгітера
Маршрут Герріта Маріца
Маршрут Піта Ретіфа, включаючи місії з його супроводом
Маршрут Піта Уйса

Великий трек (афр. Die Groot Trek [di ˌχruət ˈtrɛk]; нід. De Grote Trek [də ˌɣroːtə ˈtrɛk]) — міграція на північ голландськомовних поселенців, які подорожували вагонами з Капської колонії вглиб сучасної Південної Африки з 1836 року і далі, прагнучи жити за межами британської колоніальної адміністрації Капської колонії . Великий трек став результатом кульмінації напруженості між сільськими нащадками первинних європейських поселенців Кейпу, відомих під загальною назвою бури, та Британською імперією. Це також відображало все більш поширену тенденцію серед окремих бурських громад вести ізоляціоністський і напівкочовий спосіб життя подалі від адміністративних складнощів Кейптауна, що розвиваються. Бури, які брали участь у треку, називали себе воортреккерами ([ˈfʊərtrɛkərz], Африкаанс: [ˈfuərˌtrɛkərs]), що означає «піонери», «слідохідці» (буквально «передові трекери») голландською та африкаанс.
Великий трек саме спричинив утворення таких бурських республік як Республіка Наталь, Оранжева Вільноа держава, Трансвааль.. Це також призвело до конфліктів, які призвели до витіснення північного народу ндебеле і конфліктів із народом зулу, які сприяли занепаду та остаточному розпаду королівства зулу.

## Передісторія

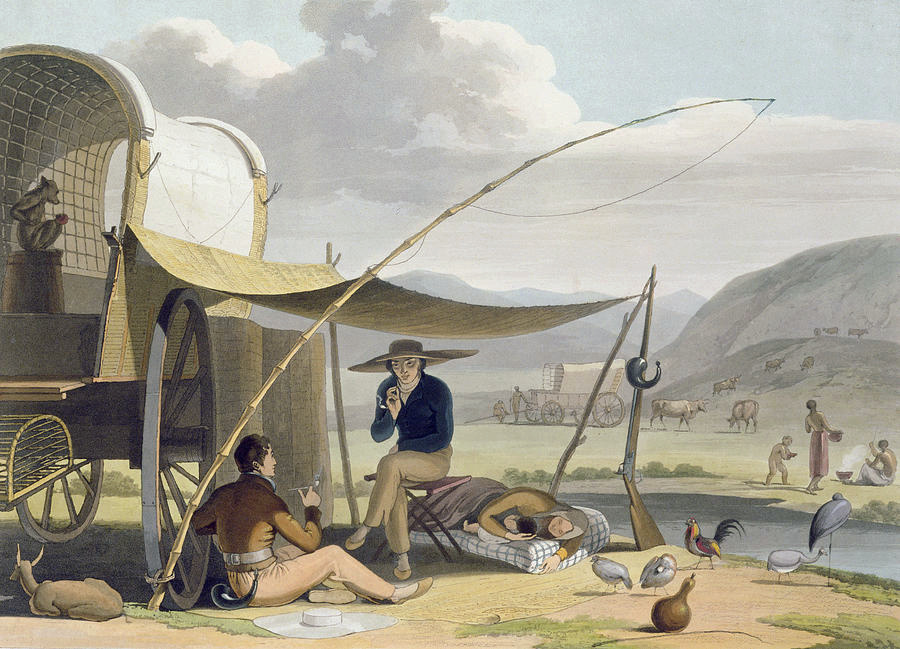
Трекбури будують табір (1804) Семюел Даніель.

До приходу європейців територія мису Доброї Надії була рідко заселена койсанськими племенами; племена банту все ще мігрували на південь і схід із сучасного Лесото. Перші європейці оселилися в районі Кейп під егідою голландської Ост-Індської компанії, яка встановила там продовольчу станцію в 1652 році, щоб забезпечити свій флот свіжими провіантом і притулком протягом довгого морського шляху з Європи в Азію. За кілька десятиліть мис став домом для великої кількості т.зв "вільних громадян", колишніх співробітників Компанії, які залишилися на голландських територіях за океаном після завершення контрактів. Оскільки основною метою Кейпського поселення в той час було запасти провізію для проходження голландських кораблів, VOC запропонувала гранти на сільськогосподарські угіддя своїм співробітникам за умови, що вони будуть вирощувати зерно для складів Компанії, і звільнила їх від контрактів, щоб заощадити на їх заробітна плата. Вільні громадяни отримали статус звільнених від податків на 12 років і отримали все необхідне насіння та сільськогосподарське знаряддя, яке вони просили. Вони були одруженими громадянами Нідерландів, яких компанія вважала «благонадійними», вони мали взяти на себе зобов’язання провести щонайменше 20 років на африканському континенті. Відображаючи багатонаціональний характер робочої сили VOC, деякі німецькі солдати та матроси також розглядалися для отримання статусу вільних громадян, і в 1688 році уряд Нідерландів спонсорував переселення понад сотні французьких біженців-гугенотів на мис. У результаті до 1691 року понад чверть європейського населення колонії не були етнічними голландцями. Тим не менш, був певний ступінь культурної асиміляції через змішані шлюби та майже загальне прийняття голландської мови. Імовірніше, розколи відбувалися за соціальними та економічними ознаками; загалом кажучи, капські колоністи були розділені на бурів, бідних фермерів, які оселилися безпосередньо на кордоні, та більш заможних, переважно урбанізованих капських голландців.
Після Фландрської кампанії та Батавської революції в Амстердамі Франція допомогла у створенні профранцузької держави, Батавської республіки, на голландській землі. Це відкрило мис для французьких військових кораблів. Щоб захистити свої процвітаючі морські шляхи, Велика Британія силою окупувала молоду країну до 1803 року. З 1806 по 1814 рік Кейп управлявся як британська військова залежна територія, єдине значення якої для Королівського флоту полягало в його стратегічному відношенні до морських перевезень до Індії. Британці офіційно взяли на себе постійний адміністративний контроль приблизно в 1815 році в результаті Паризького договору.

### Причини
На початку британського правління Капська колонія охоплювала 100 000 кв. миль (260 000 000 км2) і була населена близько 720 720 людьми європейського походження, відносна більшість з яких була голландського походження. Трохи більше чверті мали німецьке походження і близько однієї шостої походили від французьких гугенотів, хоча більшість з них перестали розмовляти французькою мовою приблизно з 1750 року. У власності поселенців було також 30 000 африканських і азіатських рабів, а також близько 17 000 корінних койсан. Відносини між поселенцями - особливо бурами - і новою адміністрацією швидко зіпсувалися. Британська влада була категорично проти володіння бурами рабами і того, що сприймалося як невиправдано жорстоке поводження з корінними народами. 
Британський уряд наполягав на тому, щоб Капська колонія фінансувала свої справи за рахунок самооподаткування - підхід, який був чужий як бурам, так і голландським купцям у Кейптауні. У 1815 році скандальний арешт білого фермера за нібито напад на одного зі своїх слуг призвів до невдалого повстання неків Слатхера. Британці помстилися, повісивши щонайменше п'ятьох бурів за повстання. IУ 1828 році губернатор Капської провінції оголосив, що всі корінні жителі, окрім рабів, повинні мати права "громадян", що стосуються безпеки і власності, нарівні з поселенцями. Це призвело до подальшого відчуження білого населення колонії. Бурське обурення наступними британськими адміністраторами продовжувало зростати протягом кінця 1820-х - початку 1830-х років, особливо з запровадженням англійської мови як офіційної. Це замінило голландську мову на англійську як мову, що використовувалася в судовій та політичній системах Капської провінції, що поставило бурів у невигідне становище, оскільки більшість з них мало або зовсім не розмовляла англійською мовою.
Відчуження Великої Британії від бурів особливо посилилося після рішення про скасування рабства в усіх її колоніях у 1834 році. Всі 35 000 рабів, зареєстрованих у губернатора Капської провінції, мали бути звільнені і отримати права нарівні з іншими громадянами, хоча в більшості випадків їхні господарі могли залишати їх підмайстрами до 1838 року. Багато бурів, особливо ті, хто займався виробництвом зерна і вина, залежали від рабської праці; наприклад, 94% всіх білих фермерів в околицях Стелленбоша на той час володіли рабами, а розмір їхніх рабовласницьких господарств сильно корелював з обсягами виробництва. Британський уряд запропонував компенсацію, але її потрібно було отримати в Лондоні, а мало хто з бурів мав кошти на таку поїздку.
Обурені тим, що вони вважали невиправданим втручанням у свій спосіб життя, деякі представники бурської спільноти почали розглядати можливість продажу своїх ферм і переїзду вглиб не нанесених на карту територій Південної Африки, щоб запобігти подальшим суперечкам і жити повністю незалежно від британського правління. Інші, особливо трекбоєри, клас бурів, які займалися напівкочовим скотарством, були розчаровані очевидним небажанням або нездатністю британського уряду розширити кордони Капської колонії на схід і надати їм доступ до кращих пасовищ та економічних можливостей. Вони вирішили самостійно вийти за межі колонії.

### Опозиція
Незважаючи на те, що Велика Британія не перешкоджала Великому треку, вона дивилася на цей рух із явним трепетом. Спочатку британський уряд припустив, що конфлікт у глибині Південної Африки між мігруючими бурами та народами банту, з яким вони зіткнулися, вимагатиме дорогого військового втручання. Однак влада Кейп також вирішила, що людські та матеріальні витрати на переслідування поселенців і спроби знову нав’язати непопулярну систему правління тим, хто свідомо відкидав її, не варті негайного ризику. Деякі чиновники були стурбовані племенами, з якими напевно зіткнуться бури, і тим, чи будуть ці племена поневолені чи іншим чином доведені до стану бідності. 
Трек також не був популярним серед поселенців. Близько 12 000 із них взяли участь у міграції, приблизно п’ята частина голландськомовного білого населення колонії на той час.  Голландська реформатська церква, до якої належала більшість бурів, прямо відмовилася схвалити Великий трек. Незважаючи на вороже ставлення до британців, були бури, які вирішили залишитися на мисі за власним бажанням.
Зі свого боку, окрема громада капських голландців прийняла британське правління; багато його членів навіть вважали себе лояльними британськими підданими з особливою прихильністю до англійської культури. Капські голландці також були значно урбанізованішими, а отже, менш схильні до тих самих сільських скарг і міркувань, як бури.

## Дослідницькі мандрівки до Наталу
У січні 1832 року доктор Ендрю Сміт (англієць) і Вільям Берг (бурський фермер) досліджували Наталь як потенційну колонію. Повернувшись до Капської провінції, Сміт був сповнений ентузіазму, а вплив дискусій, які Берг провів з бурами, виявився вирішальним. Берг змалював Наталь як землю винятково придатну для ведення сільського господарства, добре забезпечену водою і майже безлюдну.
У червні 1834 року бурські лідери Уйтенхаге та Гремстауна обговорили питання про "комісійний похід", щоб відвідати Наталь та оцінити його потенціал як нової батьківщини для капських бурів, розчарованих британським пануванням на Капській провінції. Петрус Лафрас Уйс був обраний лідером походу. На початку серпня 1834 року Ян Геррітце Бант'єс разом з іншими мандрівниками вирушив до Ґремстауна, що знаходився за 220 кілометрів (140 миль) від Грааф-Рейне, на відстані тритижневої подорожі. Десь наприкінці серпня 1834 року Ян Бант'єс прибув до Ґремстауна, зв'язався з Уйсом і представив його.
У червні 1834 року в Грааф-Рейне Ян Бант'єс почув про дослідницьку подорож до Порт-Наталя і, заохочений своїм батьком Бернардом Луїсом Бант'єсом, надіслав повідомлення Уйсу про свою зацікавленість у участі в ній. Бантьес хотів допомогти відновити незалежність Нідерландів від бурів і вийти з-під дії британських законів на Капській провінції. Бант'єса вже добре знали в цьому районі як освіченого юнака, який вільно володів як розмовною, так і письмовою голландською, а також англійською мовами. Завдяки цим навичкам Уйс запросив Банджеса приєднатися до нього. Письменницькі здібності Бант'єса виявилися неоціненними у записі подій, що відбувалися під час подорожі.
8 вересня 1834 року комісаріат, що складався з 40 чоловіків і однієї жінки, а також свити кольорових слуг, вирушив з Гремстауна до Наталу на 14 возах. Проїжджаючи через Східний Кейп, їх зустріли представники племені коса, які перебували в суперечці з сусіднім королем зулусів Дінгане каСензангахона, і вони неушкодженими проїхали до Наталу. Вони подорожували більш-менш тим самим маршрутом, яким Сміт і Берг пройшли два роки тому.

Вони уникали прибережного маршруту, тримаючись більш рівнинної внутрішньої місцевості. Комісієтрек наближався до Порт-Наталу зі Східного Грікваленду та Іксопо, перетинаючи верхів'я річок Мтамвуна та Умкомазі. Подорож була повільною через пересічену місцевість, а оскільки це було літо, сезон дощів розлив багато річок до максимуму. Просування вимагало дні розвідки, щоб знайти найбільш підходящі шляхи для переговорів. Врешті-решт, після кількох тижнів неймовірних зусиль, невелика група прибула до Порт-Наталя, перетнула річку Конгела і пробралася через прибережний ліс до затоки. Вони подолали відстань близько 650 кілометрів (400 миль) від Ґремстауна. Ця подорож зайняла б близько 5-6 місяців з їхніми повільними возами. Дорога з Дракенсберга через Керкенберг до Наталя ще не була відкрита.

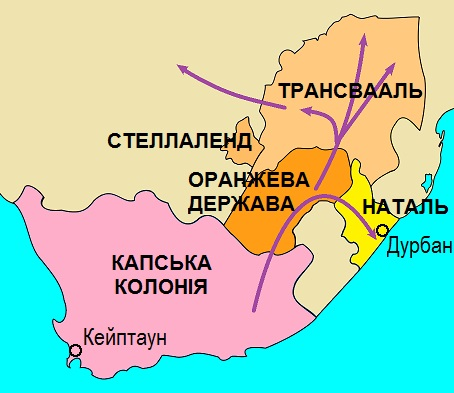
«Великий трек» і бурські держави

Вони прибули до задушливої спекотної бухти Порт-Наталу в лютому 1835 року, виснажені довгою мандрівкою. Там їх з розпростертими обіймами зустріли нечисленні британські мисливці і торговці слоновою кісткою, такі як Джеймс Колліс, а також преподобний Аллен Френсіс Гардінер, колишній командир корабля "Клінкер" Королівського військово-морського флоту, який вирішив заснувати там місіонерську станцію. Після доброзичливого обміну думками між бурами і британцями, партія приєдналася до них і запросила Діка Кінга стати їхнім провідником.
Бури розбили свій табір-"фортеця з возів" в районі сучасного іподрому Грейвілль у Дурбані, який був обраний тому, що там були придатні пасовиська для волів і коней, а також далеко від бегемотів, що паслися в затоці. Кілька невеликих струмків, що стікали з хребта Береа, забезпечували прісною водою. Олександр Біггар також був у бухті як професійний мисливець на слонів і надав мандрівникам інформацію про умови в Порт-Натал. Банджес робив нотатки, запропоновані Уйсом, які пізніше лягли в основу його більш повного звіту про позитивні сторони Наталу. Банджес також зробив приблизні карти бухти - хоча цей журнал не зберігся до наших часів, - показуючи потенціал для гавані, яка могла б постачати бурів на їхню нову батьківщину.
У Порт-Натал Уйс відправив Діка Кінга, який знав зулуську мову, до Умгунгундлову, щоб обговорити з королем Дінгане можливість надання їм землі. Коли Дік Кінг повернувся до Порт-Наталу через кілька тижнів, він повідомив, що король Дінгане наполягав на тому, щоб вони відвідали його особисто. Йоганнес Уйс, брат Піта Уйса, та кілька його товаришів з кількома возами вирушили до столиці короля Дінгане в Умгунгундлову і, розбивши табір біля гирла річки Мвоті, вирушили верхи на конях, але їх зупинила розлита річка Тугела, і вони були змушені повернутися до табору.
На початку червня 1835 року "Комісієтрек" вирушив з Порт-Наталя до Ґремстауна зі схованкою слонової кістки, повернувшись приблизно тим самим маршрутом до Капської провінції, і прибув до Ґремстауна в жовтні 1835 року. За рекомендацією Піта Уйса, Бант'єс взявся за роботу над першим проектом звіту про Наталіленд. Зустрічі та розмови в головній церкві проходили з великим схваленням, і перші іскри "лихоманки подорожей" почали спалахувати. На основі всієї інформації, зібраної в Порт-Натал, Бантьес склав остаточний звіт "Наталя або Земля Наталя", який став каталізатором, що надихнув бурів на мисі почати Великий похід.

## Перша хвиля
| Наймасштабніші трекінгові групи першої хвилі:162–163 | Наймасштабніші трекінгові групи першої хвилі:162–163 | Наймасштабніші трекінгові групи першої хвилі:162–163 | Наймасштабніші трекінгові групи першої хвилі:162–163                           |
| ---------------------------------------------------- | ---------------------------------------------------- | ---------------------------------------------------- | ------------------------------------------------------------------------------ |
| Лідер                                                | Дата відправлення                                    | Пункт відправлення                                   | Кількість членів                                                               |
| Луї Трегардт                                         | Вересень 1835                                        |                                                      | Дев'ять сімей, включаючи сім'ю Трегардтів                                      |
| Ганс ван Ренсбург                                    | Вересент 1835                                        |                                                      | 49                                                                             |
| Гендрік Потгітер                                     | пізній 1835 або ранній 1836                          |                                                      | Понад 200, колись об'єднувалися з партіями Сареля Сіллієра та Каспера Крюгера. |
| Герріт Маріц                                         | Вересень 1836                                        | Грааф-Рейнет                                         | Понад 700 осіб, у тому числі близько 100 білих чоловіків                       |
| Піт Ретіф                                            | Лютий 1837                                           | Олбані                                               | Приблизно 100 чоловіків, жінок і дітей.                                        |
| Піт Уйс                                              | Квітень 1837                                         | Уйтенхейдж                                           | Понад 100 членів родини Уйс.                                                   |

Перша хвиля воортреккерів тривала з 1835 по 1840 рік, протягом якої приблизно 6 000 осіб (приблизно 20% всього населення Капської колонії або 10% білого населення в 1830-х роках) вирушили в похід.

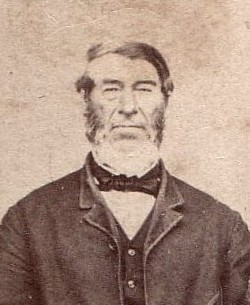
Гендрік Потгітер у бухті Делагоа, бл. 1851/52 рр.

Перші дві групи воортрекерів вирушили у вересні 1835 року на чолі з Луїсом Трегардтом і Гансом ван Ренсбургом. Ці дві групи перетнули річку Ваал у Робертс Дріфт у січні 1836 року, але у квітні 1836 року обидві групи розділилися всього за сімдесят миль від гір Саутпансберг через розбіжності між Трегардтом і ван Ренсбургом.
Група на чолі з Гендріком Потгітером вийшла з району Тарка наприкінці 1835 або на початку 1836 року, а у вересні 1836 року група на чолі з Геррітом Марітцем почала свій похід з Грааф-Рейне. Серед мандрівників не було чіткого консенсусу щодо того, де вони збиралися оселитися, але всі вони мали на меті оселитися біля виходу до моря:162,163.
Наприкінці липня 1836 року вся група ван Ренсбурга з 49 осіб, за винятком двох дітей, яких врятував зулуський воїн, була вбита в Інхамбане імпі (загоном воїнів) манукосі. Ті з загону Трегардта, що оселилися навколо Саутпансберга, рушили далі колонізувати затоку Делагоа, і більша частина загону, включно з Трегардтом, загинула від лихоманки:163.

### Конфлікт зматебеле
У серпні 1836 року, незважаючи на попередні мирні домовленості з місцевими чорношкірими лідерами, патруль ндебеле напав на родину Лібенбергів, що входила до складу партії Потгітера, вбивши шістьох чоловіків, двох жінок і шістьох дітей. Вважається, що їхньою головною метою було викрадення худоби воортрекерів. 20 жовтня 1836 року загін Потгітера був атакований армією з 4600 воїнів ндебеле в битві під Вегкопом. Тридцять п'ять озброєних мандрівників відбили напад ндебеле на їхній табір, втративши двох людей і майже всю худобу. Потгітер, Уйс і Маріц організували два каральні рейди командос. Перший призвів до розграбування колонії ндебеле в Мосега, загибелі 400 ндебеле і викрадення 7000 голів худоби. Другий похід змусив племена нападників тікати на територію сучасного Зімбабве:163.
До весни 1837 року між річками Ваал і Оранжева було засновано п'ять-шість великих колоній бурів із загальною чисельністю населення близько 2 000 осіб.

### Конфлікт іззулусами
У жовтні 1837 року Ретіф зустрівся з королем зулусів Дінгане, щоб домовитися про угоду щодо земель на території сучасного Ква-Зулу-Наталу. Король Дінгане, підозрілий і недовірливий через попередні набіги вортреккерів з-за Дракенсбергу, наказав убити Ретіфа і сімдесят його послідовників:164.
Існують різні інтерпретації того, що сталося, оскільки збереглися лише письмові свідчення місіонера Френсіса Оуена. Письмовий запит Ретіфа на землю містив завуальовані погрози, посилаючись на розгроми корінних народів, що зустрічалися на їхньому шляху. Вимога вортрекерів укласти письмовий договір, що гарантував би право приватної власності, була несумісна з тогочасною усною культурою зулусів, яка передбачала, що вождь може лише тимчасово розпоряджатися землею, оскільки вона перебуває в общинній власності.
Більшість версій сходяться на тому, що сталося наступне: Влада короля Дінгане поширювалася на частину земель, на яких хотіли оселитися бури. Як передумову для задоволення прохання вождя бурів він зажадав, щоб ті повернули частину худоби, вкраденої Секоньєлою, вождем-суперником бурів. Після того, як бури повернули худобу, король Дінган запросив Ретіфа до своєї резиденції в Умгунгундлову для остаточного укладення договору, або спланувавши різанину заздалегідь, або вирішивши зробити це після прибуття Ретіфа і його людей.
Відомий наказ короля Дінгане своїм воїнам: "Bulalani abathakathi!" (з зулуської - "вбити чаклунів") може свідчити про те, що він вважав бурів такими, що володіють злими надприродними силами. Після вбивства делегації Ретіфа було вислано зулуське військо чисельністю 7000 солдат, яке негайно атакувало табори бурів у передгір'ях Дракенсберга, в місцях, які пізніше отримали назву Блаувкранс і Венен, що призвело до різанини у Венені, в якій було вбито 532 людини, в тому числі 282 бури, з яких 185 дітей, і 250 кхоїв і басото, що їх супроводжували. Навідміну від попередніх конфліктів з корінними жителями на східному кордоні Капської провінції, зулуси вбивали жінок і дітей разом з чоловіками, знищивши половину натальського контингенту вортреккерів.
У відповідь воортреккери здійснили каральний рейд проти зулусів чисельністю 347 осіб (пізніше відомий як "Льотне командо"), підтриманий новоприбулими з Помаранчевої вільної держави. Воортреккери були вщент розбиті близько 7000 воїнами в Італені, на південний захід від Умгунгундлову. Значною мірою виною тому було відоме небажання лідерів африканерів підкорятися один одному, що згодом завадило досягти стабільного успіху в англо-бурських війнах.
У листопаді 1838 року Андріс Преторіус прибув із загоном з 60 озброєних піших воїнів і двома гарматами для допомоги в обороні. Через кілька днів, 16 грудня 1838 року, загін з 468 воортреккерів, 3 британців і 60 чорношкірих союзників бився проти 10 000-12 000 зулусів в битві на річці Блад-Рівер. Перемога Преторіуса над зулуською армією призвела до громадянської війни всередині зулуської нації, оскільки зведений брат короля Дінгане, Мпанде каСензангахона, приєднався до воортрекерів, щоб скинути короля і встановити свою владу. Мпанде відправив 10 000 імпі на допомогу мандрівникам у наступних експедиціях проти Дінгане.
Після поразки сил зулусів і заключенням договору між Дінгане і Ретіфом, воортреккери проголосили Республіку Наталія. Після смерті Дінгане королем був проголошений Мпанде, а народ зулусів уклав союз з недовговічною Наталійською республікою аж до її анексії Британською імперією в 1843 році:164.
Гармати бурів мали технологічну перевагу над традиційною зброєю зулусів - короткими колючими списами, бойовими палицями та щитами зі шкур великої рогатої худоби. Свою перемогу бури пояснювали обітницею, яку вони дали Богу перед битвою: у разі перемоги вони і майбутні покоління відзначатимуть цей день. Згодом 16 грудня відзначалося бурами як державне свято, яке спочатку називалося Дінгане, а згодом було перейменоване на День обітниці. Після апартеїду уряд Південної Африки змінив назву на День примирення, щоб сприяти примиренню між усіма південноафриканцями.

## Вплив

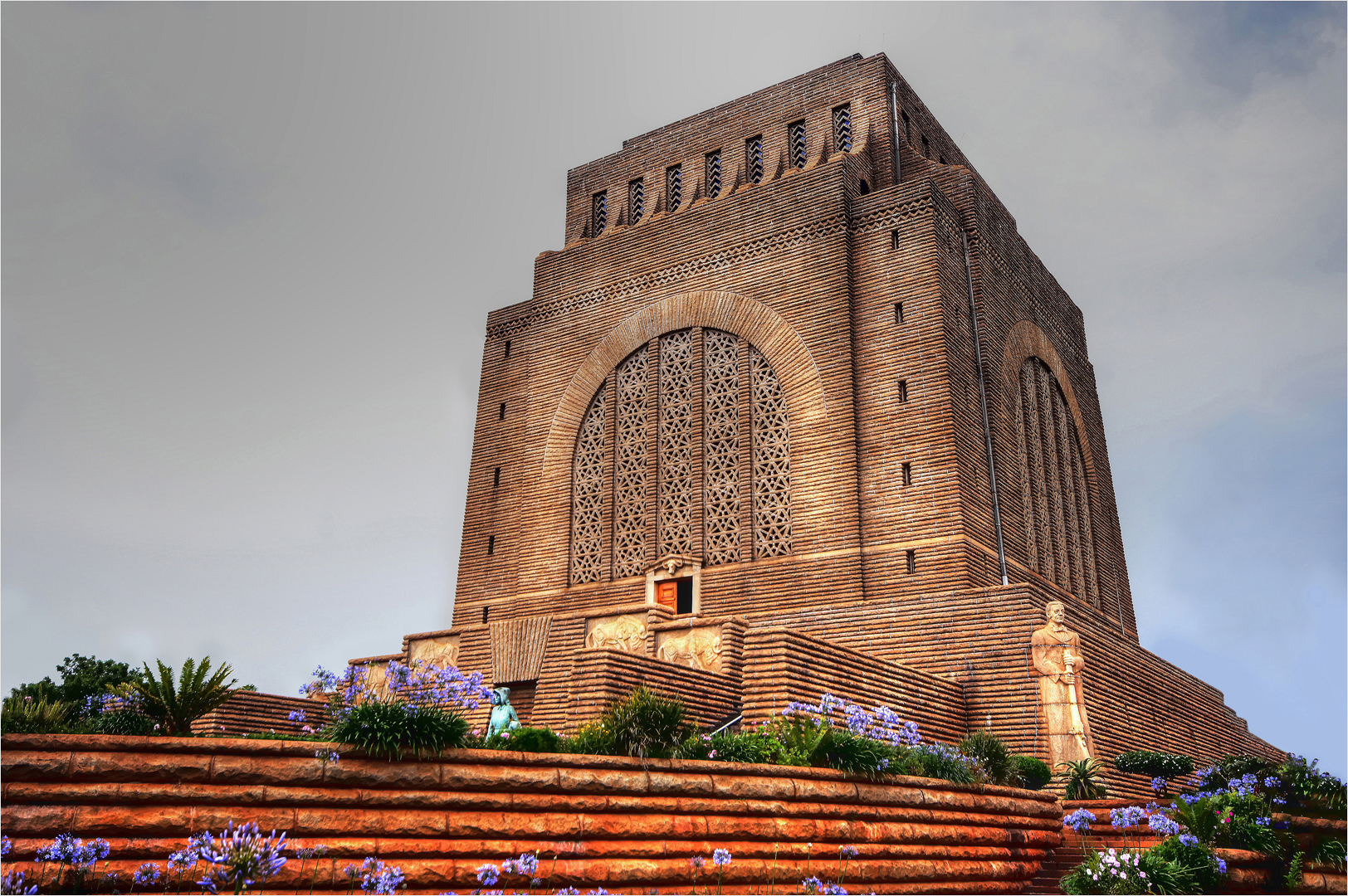
Меморіал воортрекерам у Преторії був споруджений на честь вшанування воортрекерів, які залишили Капську колонію між 1835 і 1854 роками.

Конфлікт між воортрекерами був проблемою, оскільки похід нівелював попередню класову ієрархію, яка раніше забезпечувала дисципліну, а отже, соціальна згуртованість розпалася. Натомість лідери походу стали більше покладатися на патріархальну структуру сім'ї та військову репутацію, щоб зберегти контроль над своїми групами. Це мало великий і тривалий вплив на культуру та суспільство африкаанс:163.

### Святкування столітнього ювілею
Святкування Великого треку в 1930-х роках відіграло важливу роль у зростанні африкаанського націоналізму. Вважається, що досвід Другої англо-бурської війни та наступний період між 1906 і 1934 роками, коли бракувало публічних дискусій про війну в африкаанс-спільноті, створив передумови для значного зростання інтересу до національної ідентичності африкаанс. Відзначення сторіччя Великого походу разом із новим поколінням африканців, зацікавлених у вивченні африкаанскої культури та історії англо-бурської війни, каталізувало сплеск африкаанського націоналізму:433.
Святкування сторіччя розпочалося з відтворення походу, що розпочався 8 серпня 1938 року з дев'ятьма волами біля пам'ятника Яну ван Рібеку в Кейптауні, і завершилося біля нещодавно завершеного меморіалу воортреккерам в Преторії, на якому були присутні понад 100 000 людей. Другий похід, що розпочався в той самий час і в тому самому місці, завершився на місці битви на річці Блад-Рівер:432.

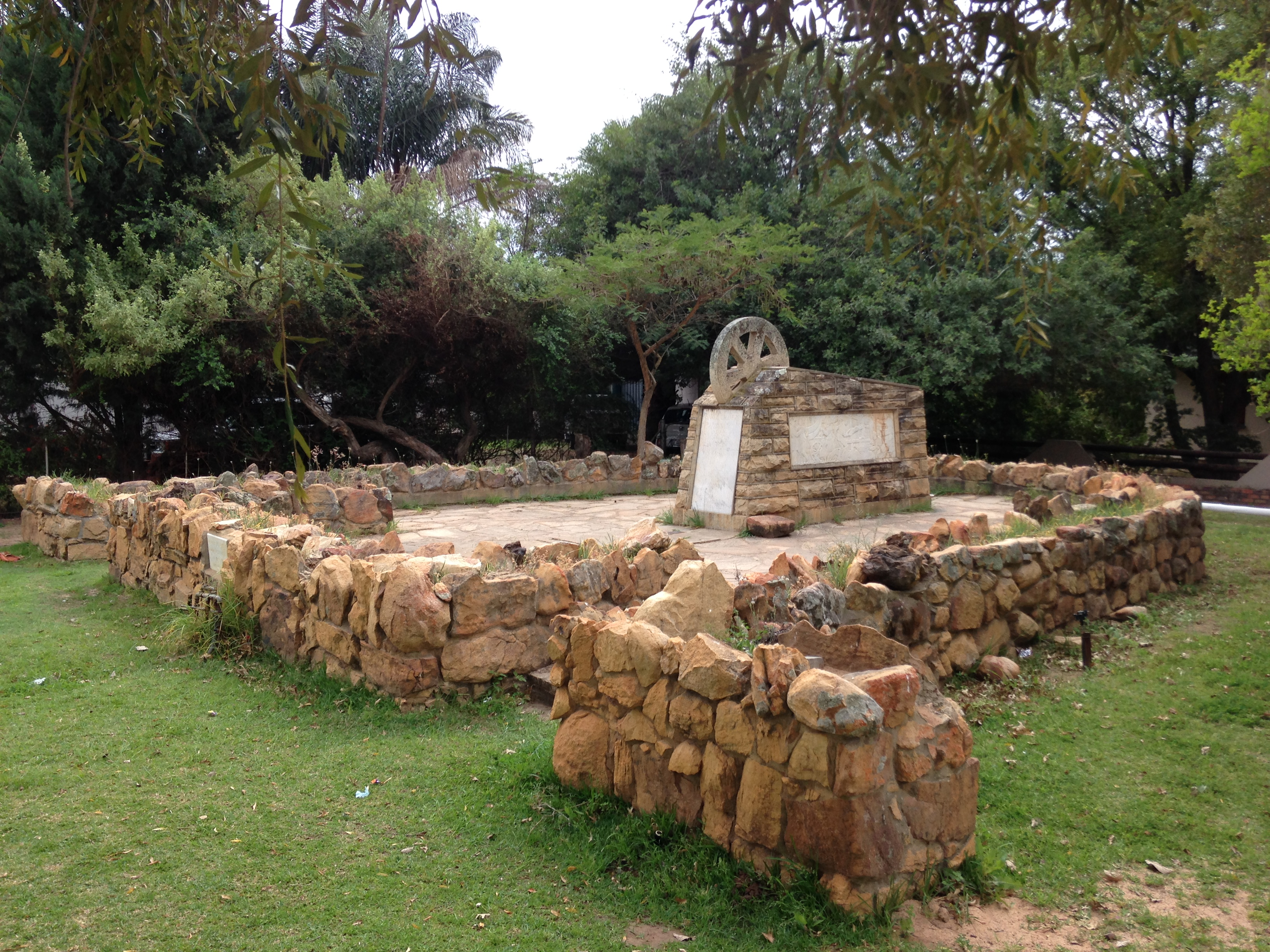
Пам'ятники Великому треку, такі як цей у Кланвільямі, були встановлені в маленьких містечках по всій країні під час святкування сторіччя.

Вшанування викликало масовий ентузіазм серед африканерів, оскільки похід реконструкторів проходив через маленькі міста Південної Африки. Як учасники, так і глядачі брали участь в одязі вояків, перейменовували вулиці, проводили церемонії, встановлювали пам'ятники та покладали вінки на могили героїв африканерів. Приготування їжі на відкритому вогні, як це робили воортрекери, стало модним серед міських жителів, породивши південноафриканську традицію грилю:432. До 100-річчя Великого походу було знято епічний фільм мовою африкаанс Die Bou van 'n Nasie (1938). Фільм розповідає африкаанс версію історії Південної Африки з 1652 по 1910 рік з акцентом на Великому поході.
Ряд африкаанс організацій, таких як Afrikaner Broederbond та Afrikaanse Taal en Kultuurvereniging, продовжували просувати цілі сторіччя, спрямовані на просування справи африканерів та зміцнення почуття єдності та солідарності всередині спільноти і в 20-му столітті:432.

#### Політичний вплив
Великий трек використовувався націоналістами африканерів як основний символ спільної історії африкаанс. Він використовувався для просування ідеї африкаанс нації та наративу, що пропагував ідеали Національної партії. У 1938 році святкування сторіччя битви на Блад Рівер та Великого треку мобілізувало населення навколо націоналістичних тез африкаанс. Наратив африканерського націоналізму став важливою причиною перемоги Національної партії на виборах 1948 року. Це, в свою чергу, дозволило партії реалізувати заявлену програму апартеїду. Через рік пам'ятник воортреккерам був завершений і відкритий у Преторії новообраним прем'єр-міністром ПАР і членом Національної партії Даніелем Маланом у 1949 році.
Кілька років по тому "Die Stem van Suid-Afrika" ("Голос Південної Африки"), вірш Корнеліса Якобуса Лангенховена, що оспівує Великий похід, було обрано словами національного гімну Південної Африки до 1994 року. Національний гімн Південної Африки після 1997 року включає розділ "Die Stem van Suid-Afrika", але було вирішено упустити розділ у "згадці про Великий похід ("met die kreun van ossewa"), оскільки це був досвід лише однієї частини нашої спільноти". Коли апартеїд у Південній Африці закінчився і країна перейшла до правління більшості, президент Ф. В. де Клерк назвав ці заходи "новим Великим треком".

## Наслідки Великого треку
Переважна більшість переселенців зайнялася сільським господарством. Оскільки розмір багатьох з ферм досягав 50-100 тис. акрів, бурами активно використовувалася праця наймитів-тубільців і рабів. Аж до відкриття на території Трансваалю золота і початку промислової розробки його покладів в 1880-і роки, бурські республіки залишалися патріархальними аграрними державами з невеликим європейським населенням. Біле населення Трансваалю до кінця XIX століття становило приблизно 125 тисяч осіб, а громадянами Оранжевої Вільної держави на той час були 30 тисяч бурів.

## У художній літературі

#### Англійська
- H. Rider Haggard, Swallow (1899) and Marie (1912)
- Stuart Cloete, Turning Wheels (1937)
- Helga Moray, Untamed (1950) - a 1955 movie of the same name is based on this book.
- James A. Michener, The Covenant (1980)
- Zakes Mda, The Madonna of Excelsior (2002) ISBN 0312423829
- Robin Binckes, Canvas under the Sky (2011) ISBN 1920143637 - a controversial novel about a promiscuous drug-using Voortrekker set during the Great Trek.[29]

#### Африкаанс
- Jeanette Ferreira

Die son kom aan die seekant op (2007; 'The sun comes up over the sea')
- F.A. Venter,

Geknelde land (англ. Afflicted land) (1960)
Offerland (англ. Land of sacrifice) (1963)
Gelofteland (англ. Land of the covenant) (1966)
Bedoelde land (англ. Intended land) (1968)

#### Нідерландська
- C. W. H. Van der Post, Piet Uijs, of lijden en strijd der voortrekkers in Natal, novel, 1918.

### В кінематографі
- Untamed (1955), пригодницька/любовна історія про ірландську жінку, яка шукає нове життя в Південній Африці після Великого голоду. За мотивами однойменного роману Хельги Морей 1950 року.
- The Fiercest Heart (1961), пригодницько-любовна історія про двох британських солдатів, які дезертирують з армії та приєднуються до групи бурів, що вирушають на північ у Великий трек.

## Подальше читання
- Benyon, John. "The necessity for new perspectives in South African history with particular reference to the Great Trek." Historia Archive 33.2 (1988): 1-10. online
- Cloete, Henry. The history of the great Boer trek and the origin of the South African republics (J. Murray, 1899) online.
- Etherington, Norman. "The Great Trek in relation to the Mfecane: a reassessment." South African Historical Journal 25.1 (1991): 3-21.
- Petzold, Jochen. "'Translating' the Great Trek to the twentieth century: re-interpretations of the Afrikaner myth in three South African novels." English in Africa 34.1 (2007): 115–131.
- Routh, C. R. N.  "The Great South African Trek." History Today (May 1951) 1#5 pp 7–13 online.
- Von Veh, Karen. "The politics of memory in South African art." de arte 54.1 (2019): 3-24.